# Andrea Fumagalli
Andrea Fumagalli (Milà, 23 de febrer de 1959) és un economista italià, professor d'Economia Política a la Universitat de Pavia i autor de llibres com Bioeconomia e capitalismo cognitivo, Verso un nuovo paradigma di accumulazione (2007).

## Pensament
Fumagalli analitza la nova societat del capitalisme cognitiu a través d'una sèrie de conceptes clau:
- Control: al fordisme, la disciplina de la fàbrica era la disciplina de la submissió del cos físic, al segle xxi el control de la força de treball passa pel control de l'activitat cognitiva.

- Propietat intel·lectual: com més gran és l'intercanvi de coneixement més coneixement es genera. Per això s'ha creat el dret de propietat intel·lectual, per a introduir artificialment un principi d'escassetat del coneixement.

- Renda bàsica: La idea de la renda bàsica amenaça el control del sistema capitalista sobre el procés formatiu dels subjectes i les comunitats, la possibilitat de control social i, a més, pot fer créixer idees subversives més enllà del reformisme.

- Bioeconomia: És un paradigma econòmic que té com a objecte d'intercanvi, acumulació i valorització les facultats vitals dels éssers humans, en primer lloc el llenguatge i la capacitat de generar coneixement.

## Obra publicada
- L'Antieuropa delle monete, coautore Lapo Berti, introduzione di Sergio Bologna, Manifestolibri, Roma, 1993.
- Moneta e Tecnologia: le istituzioni instabili dell'economia capitalistica, prefazione di Giorgio Lunghini, Franco Angeli, Milano, 1995.
- La piccola e media impresa in Provincia di Milano nei primi anni ‘90, Franco Angeli, Milano, 1996.
- La moneta nell'impero, coautori Christian Marazzi e Adelino Zanini, introduzione di Toni Negri, Ombre Corte, Verona, 2002.
- Il mercato del lavoro: problematiche e trasformazioni, UPAD, Bolzano, 2003.
- Il lavoro. Nuovo e vecchio sfruttamento, Edizioni Punto Rosso, Milano, 2006.
- Bioeconomia e capitalismo cognitivo, Verso un nuovo paradigma di accumulazione, Carocci Editore, Roma, 2007.
- Sai cos'è lo spread? Lessico economico non convenzionale, Bruno Mondadori Editore, Roma, 2012.
- Lavoro male comune, Bruno Mondadori Editore, Roma, 2013.
- Grateful Dead economy: la psichedelia finanziaria, Agenzia X, Milano, 2016.
- L'economia politica del comune. Sfruttamento e sussunzione nel capitalismo bio-cognitivo, DeriveApprodi, Roma, 2017.